# سارة برايتمان

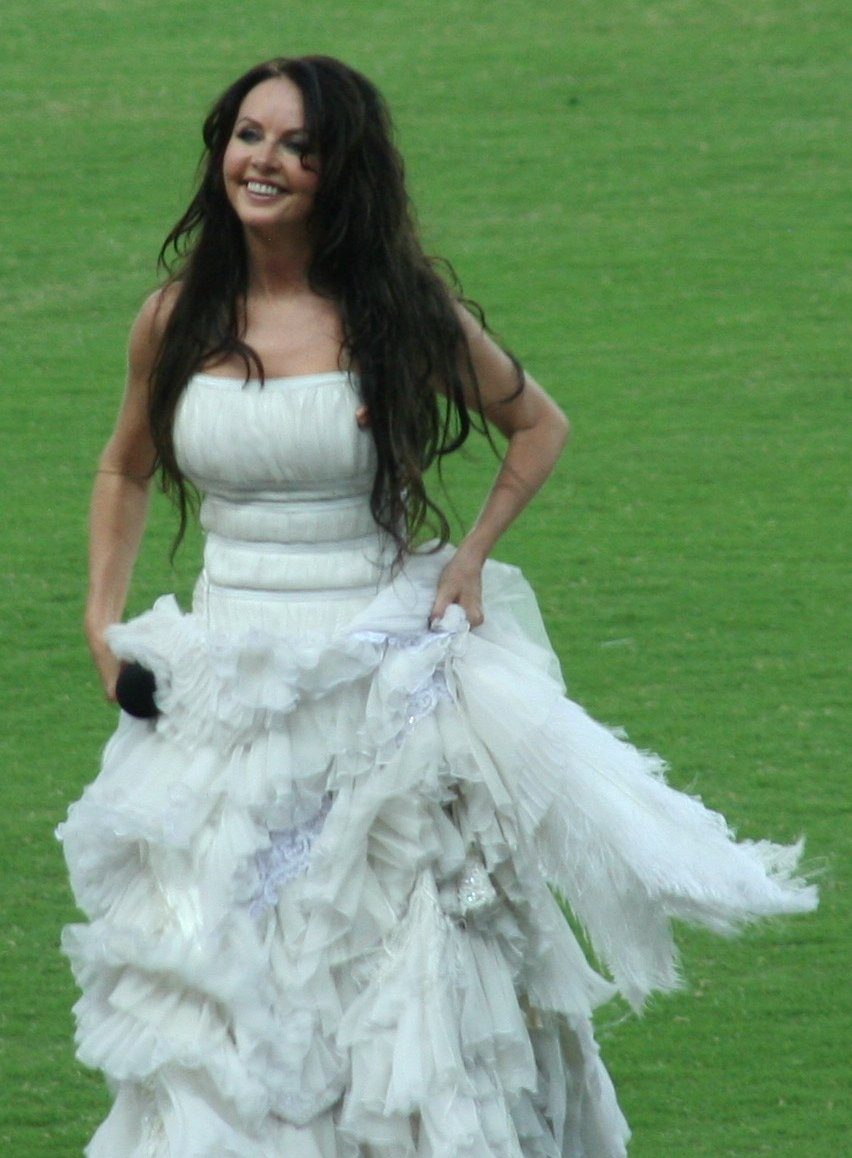
سارة برايتمان

سارة برايتمان (بالإنجليزية: Sarah Brightman)‏ ولدت في 14 أغسطس 1960) مغنية وممثلة وراقصة إنكليزية من مواليد مدينة بيركاميستيد، هيرتفوردشير، المملكة المتحدة.
كان أول ظهور لها في مجموعة (هوت جوسسيب، Hot Gossip) للرقص، على أنغام «ستارشيب تروبير،Starship Trooper» في 1978 كانت تبلغ 19 سنة وحطم الفريق الدرجة الأولى في تلك السنة.
في 1980 شاركت في دور بسيط في المسرحية الغنائية (كاتس، Cats)، تزوجت من أندريو ويبير ملحن مسرحية كاتس في 1984.
تألق نجم سارة عالميا في 1986 عند مشاركتها في المسرحية العالمية (شبح الأوبرا (رواية)) ولعبها الادوار الرئيسية فيها في برودواي ولندن.
من بعد طلاقها من أندريو ويبر، ساره أنتجت أول ألبوم لها «دايف، Dive» في 1992 ولم يلقى نجاحا.
و أطلقت الالبوم الثاني لها في 1995 باسم «فلاي، Fly» الذي حقق نجاحا ملحوطاً وغنت سارة فية مع الفنان الإيطالي المشهور أندريا بوتشللي وانتجت نسخة ثانية بنفس الاسم فلاي2 الذي وزع مجاناً في حفل لا لونا في أوروبا.
فازت أغنية سارة بايتمان time to say goodbye بجائزة الأسد الذهبى لأفضل أداء وأفضل لحن.كما عملت سارا مع الموسيقى الهندى آى آر رحمان مؤلف الموسيقى التصويرية وأغنية فيلم المليونير المتشرد وحصد بهما جائزتى أوسكار في أغنيتين هما you take my breath away وjourney home.
سارا لهجت بعدة لغات في أغانيها غير لغتها الإنجليزية مثل الإسبانية والألمانية والفرنسية ولها أغنية تسمى الليالى العربية وتم تصويرها في الصحراء كما شاركها المغنى العراقى كاظم الساهر في أغنية الحرب انتهت الآن، وقد تم تصوير الأغنية.بهذا تم تكريم سارا برايتمان في أكثر من خمسين دولة، فهي صوت السوبرانو رقم واحد وأفضل صوت سوبرانو على مر العصور (السوبرانو يستخدم في الأوبرا بصورة أساسية)، ولسارا برايتمان أوبرا اسمها شبح الأوبرا تستمر لقرابة الساعة.نذكر أيضاً أن إحدى الفائزات في برنامج المواهب الأمريكي وهي الصغيرة جاكى ايفانشو شاركت بصوتها السوبرانو الصغير وقد ظهر تأثرها بأمها في السوبرانو فقد غنت أغنية وقت الوداع وأحرزت جاكى المرتبة الأولى في البرنامج، كما حلت سارا برايتمان ضيفة على البرنامج وقفت جاكى بجانبها وغنتا وقت الوداع.

## ألبومات ساره بريتمان
- The Trees They Grow So High - Early One Morning, 1988
- The Songs That Got Away 1989
- As I Came of Age 1990
- Sings the Songs of Andrew Lloyd Webber 1992
- Dive 1993
- Surrender 1995
- Fly 1995
- Timeless (também chamado de Time To Say Goodbye, 1996
- The Andrew Lloyd Webber Collection 1997
- Eden 1998
- La Luna 2000
- Fly II 2000
- Classics 2001
- The Very Best of 1990-2000 2001
- Encore 2002
- Harem 2003
- The Harem Tour Limited Edition 2004
- The Harem Tour - Live From Las Vegas 2004
- Love Changes Everything: The Andrew Lloyd Webber Collection Volume 2 2005
- Diva: The Singles Collection 2006
- Symphony 2008
- A Winter Symphony 2008
- Amalfi - Sarah Brightman Love Songs 2009

## وصلات خارجية
- سارة برايتمان على موقع IMDb (الإنجليزية)
- سارة برايتمان على موقع الموسوعة البريطانية (الإنجليزية)
- سارة برايتمان على موقع ألو سيني (الفرنسية)
- سارة برايتمان على موقع ميوزك برينز (الإنجليزية)
- سارة برايتمان على موقع أول موفي (الإنجليزية)
- سارة برايتمان على موقع قاعدة بيانات برودواي على الإنترنت (الإنجليزية)
- سارة برايتمان على موقع إن إن دي بي (الإنجليزية)
- سارة برايتمان على موقع أول ميوزيك (الإنجليزية)
- سارة برايتمان على موقع ديسكوغز (الإنجليزية)
- سارة برايتمان على موقع ديسكوغز (الإنجليزية)
- الموقع الرسمي.
- سارة برايتمان على إنترنت موفي داتابيز.
- سارة برايتمان على ماي سبيس.